# Víctor Elías
Víctor Elías, właściwie Víctor Elías Villagrasa Álvarez (ur. 3 marca 1991 r. w Madrycie) – hiszpański aktor i wokalista. Pierwszy raz stanął na scenie bardzo wcześnie zaledwie w wieku 4 lat i w tym samym czasie rozpoczął swoją karierę artystyczną. Grał wówczas w teatrze m.in. w sztukach: La Vida Breve i Mariana Pineda. Jego matką jest Amelia del Valle -  również aktorka. W 2001 zagrał w horrorze Guillermo del Toro - Kręgosłup diabła. Dużą sławę przyniósł mu serial Rodzina Serrano, w której grał od początku do samego końca. Był członkiem zespołu Santa Justa Klan, z którym osiągnął status platynowej płyty za ich pierwszy album. Gra na pianinie i perkusji. Obecnie jest pianistą nowej grupy muzycznej o nazwie Calle Palma. W październiku 2009 zagrał gościnnie w serialu Punta Escarlata.